# Кушнерова, Марианна Алексеевна
Мариа́нна Алексе́евна Кушнеро́ва (род. 24 октября 1954, СССР) — советская актриса, киновед и музейный работник.
Известна главной ролью в фильме 1972 года «Станционный смотритель», завоевавшем Гран-при Венецианского фестиваля телевизионных фильмов.

## Биография
Родилась 24 октября 1954 года. Отец — Алексей Дмитриевич Кушнеров (1929—1997). Мать — Анна Александровна Кушнерова (1930—2010).
Окончила киноведческий факультет ВГИКа, Высшие курсы сценаристов и режиссёров.
С 1968 года начала сниматься в кино, сыграв в фильме «Рыцарь мечты».
С 1987 года работает в Музее кино — старшим научным сотрудником, хранителем фототеки.
Член Союза кинематографистов России с 1999 года.

## Фильмография
| Год  |   | Название               | Роль   |
| ---- | - | ---------------------- | ------ |
| 1968 | ф | Рыцарь мечты           | Диана  |
| 1971 | ф | Первая дорога          | Наташа |
| 1972 | ф | Станционный смотритель | Дуня   |

## Критика
Известна ролью Дуни в фильме «Станционный смотритель» — одном из первых фильмов режиссёра Сергея Соловьёва, который на тот момент являлся её мужем. Она не была профессиональной актрисой, окончила киноведческий факультет ВГИКа, но до этого уже снялась в фильме Вадима Дербенёва и короткометражке Гурама Габискирии.
Партнёр по роли известный актёр Никита Михалков так вспоминал о работе актрисы в этом фильме:

Марианна Кушнерова, сыгравшая дочку Вырина — Дуню, была очень милой, хорошо сложенной девушкой, которая чудно выглядела в костюмах того времени, хотя чрезвычайно мало понимала, что она делала. Но была тиха, скромна и выполняла всё, что требовал от неё режиссёр, — настолько, насколько могла. 
Критикой замечена удачность актрисы в этой роли:

Необыкновенно портретно хороша Дуня — М. Кушнерова (как будто прямо с полотен художников пушкинской эпохи: Брюллова, Кипренского или Венецианова). — Пушкиниана в искусстве XX века

И Дуня (Марианна Кушнерова) в фильме Соловьёва не писаная ясноглазая красавица, а застенчивая, милая девушка, покоряющая как бы изнутри идущим светом, душевной грацией, женственностью.— Советский экран, 1973

## Семья
- Бывший муж — кинорежиссёр Сергей Александрович Соловьёв (1944—2021).
  - Сын — Дмитрий Сергеевич Соловьёв (1974—2018)[3][4].